# Zone de secours Limbourg Est
(nl) Hulpverleningszone Oost-Limburg
La zone de secours Limbourg Est, en néerlandais hulpverleningszone Oost-Limburg, est l'une des 34 zones de secours de Belgique et l'une des 3 zones de la province de Limbourg.

## Caractéristiques
La zone protège l'une des communes à facilités linguistiques de Belgique, en l’occurrence celle de Fourons qui est officiellement bilingue en français et en néerlandais.

### Communes protégées
La zone de secours  couvre les 14 communes suivantes: 
As, Bilzen, Dilsen-Stokkem, Genk, Hoeselt, Houthalen-Helchteren, Kinrooi, Lanaken, Maaseik, Maasmechelen, Oudsbergen, Riemst, Fourons et Zutendaal.

## Casernes
Voir aussi: Liste des services d'incendie belges
La zone de secours Limbourg Est dispose de 8 casernes appelées postes, situées à :
- Bilzen
- Genk (état-major)
- Hoeselt
- Houthalen-Helchteren
- Lanaken
- Maaseik
- Maasmechelen
- Fourons